# Hermannielloidea
Hermannielloidea är en överfamilj av kvalster. Hermannielloidea ingår i ordningen Sarcoptiformes, klassen spindeldjur, fylumet leddjur och riket djur. Enligt Catalogue of Life omfattar överfamiljen Hermannielloidea 69 arter. 
Kladogram enligt Catalogue of Life:
| Hermannielloidea | \| \| Hermanniellidae \| \| \| \| \| \| Plasmobatidae \| \| \| \| |
|                  | \| \| Hermanniellidae \| \| \| \| \| \| Plasmobatidae \| \| \| \| |
|                  | Hermanniellidae                                                   |
|                  |                                                                   |
|                  | Plasmobatidae                                                     |
|                  |                                                                   |